# Hedysarum hedysaroides
Espèce
Synonymes
- Astragalus hedysaroides L.[1] [2]
- Hedysarum arcticum sensu auct.[1]
- Hedysarum brigantiacum Bourn. & al.[1]
- Hedysarum hedysaroides subsp. hedysaroides[1]
- Hedysarum obscurum L.[1] [2]
- Hedysarum sibiricum Poir.[1]

Hedysarum hedysaroides, le Sainfoin sombre, est une espèce de plantes à fleurs de la famille des Fabacées. C'est une plante de montagne.

## Liste des sous-espèces
Selon Tropicos (12 février 2020) (Attention liste brute contenant possiblement des synonymes) :
- Hedysarum hedysaroides subsp. arcticum (B. Fedtsch.) P.W. Ball
- Hedysarum hedysaroides subsp. branthii (Trautv. & C. Meyer) Vorosch.
- Hedysarum hedysaroides subsp. exaltatum (A. Kern.) Chrtkova-Zertova
- Hedysarum hedysaroides subsp. hedysaroides
- Hedysarum hedysaroides subsp. sachalinense (B. Fedtsch.) Vorosch.